# گلیسریل لورات
گلیسریل لورات (به انگلیسی: Glyceryl laurate) با فرمول شیمیایی C۱۵H۳۰O۴ یک ترکیب شیمیایی با شناسه پاب‌کم ۱۴۸۷۱ است. که جرم مولی آن ۲۷۴٫۴ g/mol می‌باشد. 